# Meroles
Thằn lằn sa mạc (Danh pháp khoa học: Meroles) là một chi thằn lằn sống ở sa mạc trong họ Lacertidae, chúng là một động vật sa mạc, thích nghi với cuộc sống khắc nghiệt nơi đây.

## Đặc điểm
Nhiều loài thằn lằn trong chi này có thể sống thiếu nước, đây là một trong nhiều sinh vật của sa mạc Namib thích nghi cực tốt. Để ngăn chặn ảnh hưởng của những hạt cát nóng bỏng, loài thằn lằn này đã sáng tạo ra một vũ điệu tránh nóng, giúp đôi chân chúng hạn chế tốt nhất thời gian tiếp xúc với cát.
Cư dân sa mạc tích lũy độ ẩm và duy trì lượng nước trong cơ thể bằng cách uống sương mù đọng lại trên các bộ phận cơ thể của mình. Đặc biệt hơn, trên cơ thể của chúng có hai bàng quang. Một chứa nước tiểu và một chứa nước thường. Những con thằn lằn thuộc chi như loài Meroles anchietae có thể tích trữ một lượng nước bằng 12% trọng lượng cơ thể của nó trong nước trong bàng quang thứ hai. Nếu bàng quang đầy, chúng có thể sống sót một tuần mà không cần nước.

## Các chi
- Meroles anchietae
- Meroles ctenodactylus
- Meroles cuneirostris
- Meroles knoxii
- Meroles micropholidotus
- Meroles reticulatus
- Meroles suborbitalis